# NGC 3047
إن جي سي 3047 التي يرمز لها بالرمز NGC 3047، هي مجرة، في كوكبة السدس.

## الاكتشاف
اكتشفت في 24 أبريل 1883.